# 대소문자 구분

영어 알파벳의 첫 번째 문자에서 소문자 "a"와 대문자 "A"를 겹쳐놓은 모습

컴퓨터에서 대소문자 구분 또는 대소문자 구별(case sensitivity)은 대소문자를 별개로 처리할지(대소문자 구분) 또는 동등한 것으로 처리할지(대소문자 구분 안 함)를 정의한다. 예를 들어 개에 대해 배우고 싶은 사용자가 전자책을 검색할 때 'dog'와 'Dog'는 동일한 의미를 갖는다. 따라서 대소문자를 구분하지 않는 검색을 요청한다. 그러나 예를 들어 유엔(United Nations)에 관한 정보나 대문자 사용에 대한 모호성이 없고 대문자로 잘린 두 개 이상의 용어 사이의 모호성을 찾기 위해 온라인 백과사전을 검색할 때 대소문자를 구분하는 검색을 선호할 수 있다.

## 중요 분야
- 검색
- 사용자 이름
- 비밀번호
- 파일 이름
- 변수 (컴퓨터 과학)
- URL

## 텍스트 검색
텍스트 검색 작업은 시스템, 애플리케이션 또는 컨텍스트에 따라 대소문자를 구분하거나 구분하지 않을 수 있다. 사용자는 많은 경우 검색에서 대소문자를 구분하는지 여부를 대부분의 텍스트 편집기, 워드 프로세서 및 웹 브라우저에서 지정할 수 있다. 대소문자를 구분하지 않는 검색은 "Language"(문장 시작 부분), "language" 및 "LANGUAGE"(제목에서 대문자로)를 찾는 더 포괄적이다. 대소문자를 구분하여 검색하면 컴퓨터 언어인 "BASIC"이 발견되지만 해당 단어가 포함된 원치 않는 단어는 대부분 제외된다. 예를 들어, 구글 검색 엔진은 기본적으로 대소문자를 구분하지 않으며 대소문자 구분 검색 옵션이 없다. 오라클 SQL에서는 대부분의 작업과 검색이 기본적으로 대소문자를 구분하는 반면, 대부분의 다른 DBMS의 SQL 검색은 기본적으로 대소문자를 구분하지 않는다.